# William Irwin Thompson
William Irwin Thompson (Chicago, 16 de julio de 1938-Portland, 8 de noviembre de 2020) fue un filósofo social, crítico cultural y poeta estadounidense, fundador de la Lindisfarne Association.

## Trayectoria
Thompson nació en Chicago y creció en Los Angeles. Recibió su B.A. en el Pomona College y su doctorado en la Universidad de Cornell. Fue profesor de humanidades en el Instituto de Tecnología de Massachusetts y la Universidad de York en Toronto, y colaborador de otros centros, como la Universidad de Syracuse, la Universidad de Hawái, la Universidad de Toronto, Western Behavioral Sciences Institute, y el California Institute of Integral Studies.[cita requerida]

En 1973, dejó la vida academica para fundar la Lindisfarne Association, un grupo de científicos, poetas y eruditos religiosos que se reunieron para discutir y participar en la conciencia planetaria emergente, o noosfera. Junto con el matemático Ralph Abraham diseñó un nuevo tipo de programa de historia cultural basada en sus teorías sobre la evolución de la conciencia. Falleció en 2020. Fundó la Lindisfarne Association, en un intento de ayudar a marcar el comienzo de lo que Jean Gebser se refiere a la estructura integral de la conciencia, y para servir como una alternativa a las fuerzas de la desintegración cultural que podría llevar la civilización a una nueva edad oscura.[cita requerida] Lindisfarne toma su nombre de un monasterio irlandés Viking-la amenaza de la Edad Media occidental de Europa.

## Influencias y estilo
Desde la década de 1960, su obra ha hecho hincapié en que la narración de historias es una característica ineludible de la existencia humana: ciencia forzada en su máximo extremo se convierte en mito. Si la historia es la oración de nuestro encarcelamiento, entonces la historia, recodificadas, puede convertirse en la clave de nuestra liberación.
Thompson cree que con el surgimiento de la era integral y sus expresiones los medios de comunicación electrónica son un nuevo modo de discurso cuyo surgimiento fue necesario. Y según sus propias palabras, la encontró como "una no ficción en una obra de arte que establece sus propios términos. En vez de tratar de ser un erudito o un periodista que escribe sobre la actualidad política y cultural de la época, yo trabajaba para convertirse en un reportero de poética en las noticias de la evolución de la época". Defendió la idea de que uno debe expresar un enfoque integral, no sólo en contenido sino en los propios medios de expresarlo. Thompson hizo de esta manera un camino para acercarse a la enseñanza: "La conferencia académica tradicional también se convirtió para mí en una ocasión para transformar el género, para presentar no una lectura académica de un documento, sino una forma de bardo, no el desempeño de las historias de las batallas, sino de las nuevas ideas que estaban surgiendo en todo el mundo ... El curso estaba destinado a ser una representación de la realidad misma que trató de describir".

## Críticas
Considera a la novela "estilísticamente experimental" Finnegans Wake de su compatriota irlandés James Joyce, como "la novela definitiva, de hecho, el último libro," y también como el trabajo artístico culminante de la modernidad y de la mentalidad racional. Thompson está fascinado por Los Angeles, donde creció, y Disneyland, que él considera como la esencia de Los Angeles. También ha escrito un libro de tratamiento de la longitud del Levantamiento de Pascua de 1916. Thompson ha criticado la crítica literaria posmoderna, la inteligencia artificial, el futurismo tecnológico de Raymond Kurzweil, la filosofía contemporánea de las teorías de la mente de Daniel Dennett y Paul Churchland, y la cosmogonía astrobiológica de Zecharia Sitchin.[cita requerida] La obra de Thompson también ha influido en tales críticos culturales como John David Ebert, Leonard Shlain, Rushkoff Douglas y John Lobell.[cita requerida]

## Puntos de vista políticos
Thompson cree que cuando George W. Bush asumió la presidencia, "... los Estados Unidos fueron por un Golpe de estado organizado por el ala neoconservadora del Partido Republicano". Ha criticado duramente el gobierno de Bush:

No solo cree que los neoconservadores de la administración Bush son el espejo la imagen de Al-Qaeda, sino que son también una forma de gobierno noética que busca deconstruir la moderna clase media democrática del Estado-nación y reemplazarla con un cartel metanational corporatista - un capitalista de Al Qaeda. Halliburton, Bechtel, Enron, el Grupo Carlyle, y Newmont Mining Corporation son formaciones posnacional que realmente se preocupan poco por el bienestar de cualquier pueblo o nación. Los soldados americanos muertos en Irak no murieron "defendiendo a su país", sino que murieron en defensa de Cheney y Bush, los intereses en Halliburton y el Grupo Carlyle. Estos gerentes corporativos neocon, muy parecido a los corsarios y piratas que ayudaron a la reina Isabel de crear un mundo postbaronial del poder naval, son los piratas en alta mar que tan poco cuidado tuvieron con toda la nación, como este cuidado texano de Enron cuidado con el estado de California saqueado.

## Publicaciones
El segundo libro de Thompson,At the Edge of History, fue revisado en el New York Times por Christopher Lehmann-Haupt en marzo de 1971.

En The Time Falling Bodies Take To Light: Mythology, Sexuality, and the Origins of Culture William Irwin Thompson ha pasado parte del camino hacia el rescate de la mística de sus amigos occidentales. Pero solo una parte del camino.
En su libro "2012: El retorno de Quetzalcóatl Pinchbeck", Daniel se refiere a Thompson como crítico cultural, un místico, un yogui practicante,
- Reimagination of the World: A Critique of the New Age, Science, and Popular Culture, con David Spangler, 1991
- The American Replacement of Nature: The Everyday Acts and Outrageous Evolution of Economic Life, 1991 ISBN 0-385-42025-0
- Worlds Interpenetrating and Apart: Collected Poems, 1959-1995, 1997
- Coming into Being: Artifacts and Texts in the Evolution of Consciousness, 1996, 1998 ISBN 0-312-17692-9
- Transforming History: A Curriculum for Cultural Evolution, 2001 & 2009. ISBN 978-1-58420-069-7
- Self and Society: Studies in the Evolution of Culture, 2004 & 2009, ISBN 0-907845-82-7; ISBN 978-1-84540-133-7.
- A Diary of Sorts and Streets, Poems, 2007 (Onteros Press: P. O. Box 5720, Santa Fe NM 87502) ISBN 978-1-4243-2271-8
- Still Travels: Three Long Poems, (Wild River Books: Princeton, NJ, 2009).ISBN 978-0-557-07882-0

## Bibliogrtafía
- Sitio de Thompson
- The Evolution of William Irwin Thompson Cultural Historian, ensayo de 2006 de Joy E. Stocke
- The Science of Myth, entrevista
- Audio casete sales of Thompson's lectures
- Curriculum Vitae de Thompson
- Foreword to Canticum, Turicum Archivado el 27 de septiembre de 2007 en Wayback Machine., 2005
- "This Time, Let's Build a New Venice and Not Another New Orleans" and "The Need for a Tricameral Legislature" Archivado el 27 de septiembre de 2011 en Wayback Machine., 2005
- "The Case for Teaching Geometry before Algebra", 2005 (PDF file)
- "Al Qaeda, the Neocons, and the Transition from Nation-State to Noetic Polity (archivo RTF)
- "The Borg or Borges?" (archivo PDF) 2003
- "The Cultural Phenomenology of Literature" 2002
- "Studies in the Evolution of Culture" (Introduction to Self and Society) (archivo PDF) 2002
- "The Evolution of the Afterlife" (archivo PDF) 2002
- "Speculations on the City and the Evolution of Consciousness" 2000 (archivo PDF)
- The Ross School Supplemental webpages, por Ralph Herman Abraham y William Irwin Thompson
- "The Four Cultural Ecologies of the West", 1998
- "Nine Theses For A Gaia Politique", 1986
- "It's Already Begun: The Planetary Age is an unacknowledged daily reality", 1986
- "The Metaindustrial Village: A possible future encapsulates history...and moves beyond" 1983
- "Still Travels" Wild River Review, 2007
- Canticum, Turicum, 2006
- "Cambridge Rant"
- "The Lessons of History" (enlace roto disponible en Internet Archive; véase el historial, la primera versión y la última). un poema-ensayo
- "Sunset at Point Lobos" Archivado el 27 de septiembre de 2007 en Wayback Machine., 1964
- "The Death of Neda", 2009
- "Vade-Mecum Angelon", 2010

### Acerca de Thompson
- The Gaian Politics of Lindisfarne’s William Irwin Thompson por Ralph Peters, 2002
- "Wiliam Irwin Thompson" por Grant Schuyler
- "Coming Into Being: A Reader's Journal" por Bobby Matherne, 1997
- Booklist review of Coming into Being por Patricia Monaghan
- Union of Int'l Associations' Global Strategies Project "Patterns of alternation: toward an enantiomorphic policy"
- NYT review of The Time Falling Bodies Take to Light por Christopher Lehmann-Haupt, 22 de enero de 1981
- Encyclopedia Barfieldiana, entrada sobre Thompson

- Datos: Q2063588
- Multimedia: William Irwin Thompson / Q2063588
- Citas célebres: William Irwin Thompson